# Conquête portugaise de Goa
La conquête portugaise de Goa a eu lieu lorsque le gouverneur Afonso de Albuquerque a capturé la ville en 1510 au sultanat de Bijapur, dirigé par la Dynastie Adil Shahi. Située au cœur de l'océan Indien, Goa devint immédiatement la capitale de l'État portugais des Indes, qui comprenait des possessions sous souveraineté directe, telles que Fort Manuel, le territoire de Bombay, Daman et Chaul en Inde, Malacca en Malaisie, ou Macao en Chine, et des protectorats et Etats vassaux, tels que le royaume d'Ormuz, le Royaume de Cochin, ou le sultanat de Kilwa. Goa ne figurait pas parmi les endroits qu'Albuquerque était censé conquérir. Il l'a fait après s'être vu offrir le soutien et les conseils du pirate et commerçant Timoji et de ses troupes. À l'origine, Albuquerque avait reçu l'ordre de Manuel Ier de Portugal de capturer le Royaume d'Ormuz, Aden et le Sultanat de Malacca uniquement. Goa restera sous contrôle portugais jusqu'en 1961.

## Contexte
Le 4 novembre 1509, Afonso de Albuquerque succède à Francisco de Almeida comme gouverneur de l'Inde portugaise, après l'arrivée en Inde du maréchal du Portugal Dom Fernando Coutinho, envoyé par le roi Manuel Ier pour faire respecter la succession ordonnée d'Albuquerque à ce poste. Contrairement à Almeida, Albuquerque s'est rendu compte que les Portugais pourraient jouer un rôle plus actif pour briser la suprématie musulmane dans le commerce de l'océan Indien en prenant le contrôle de trois points d'étranglement stratégiques - Aden, Ormuz et Malacca. Le commerce d'Aden était contrôlé par les Arabes, Ormuz par les Perses et Malacca par les musulmans Malais. Albuquerque a également compris la nécessité d'établir une base d'opérations sur des terres directement contrôlées par la couronne portugaise et pas seulement sur des territoires concédés par des dirigeants alliés tels que Cochin et Cannanore.

## Préparatifs portugais
Peu de temps après une attaque ratée sur Calicut en janvier 1510, Albuquerque reconstituait ses troupes à Cochin et organisait une expédition pour attaquer le Suez dans la mer Rouge, où l'on croyait, à juste titre, que les Mamelouks préparaient une nouvelle flotte à envoyer en Inde contre les Portugais. Le maréchal portugais Dom Fernando Coutinho avait été tué à Calicut, laissant fortuitement Albuquerque avec le commandement complet et incontesté des forces portugaises en Inde. La force portugaise était composée de 23 navires, 1 200 soldats portugais, 400 marins portugais, 220 auxiliaires malabarais de Cochin et 3 000 « esclaves de combat » (« escravos de peleja »). L'expédition mit le cap sur la Mer Rouge fin janvier 1510, le 6 février au mouillage par Canannore, et le 13 aperçut au Mont d'Eli.
Par le mont d'Eli, Albuquerque convoqua ses capitaines à son vaisseau amiral, le Flor de la Mar, où il révéla l'objectif de l'expédition : il avait des ordres du roi Manuel Ier pour subjuguer Ormuz, mais vu que les Mamelouks assemblaient une flotte à Suez, il envisagea de s'écarter du plan d'action initial pour le détruire avant qu'il ne soit prêt.
Par la suite, l'expédition reprit son cours et mouilla par la ville de Honavar, où Albuquerque fut approchée par une connaissance des Portugais : le puissant corsaire malabarais, Timoji (Thimayya). Timoji a affirmé à Albuquerque qu'il serait dangereux de partir pour la mer Rouge, car le sultan de Bijapur Yusuf Âdil Shâh avait rassemblé dans la ville voisine de Goa les restes de l' expédition mamelouke détruite lors de la bataille de Diu et en les rééquipant de nouveaux navires à envoyer contre les Portugais, probablement en représailles à la destruction de la ville de Dabul par le vice-roi Dom Francisco de Almeida l'année précédente. La ville était cependant à peine défendue comme Yusuf était décédé récemment et son héritier Ismail Adil Shah était jeune et inexpérimenté. Connaissant le mécontentement des hindous de Goa après être tombé aux mains des dirigeants musulmans de Bijapur en 1496, Timoji proposa à Albuquerque son soutien pour capturer la ville. La proposition opportune de Timoji n'était pas entièrement fortuite, car Albuquerque avait déjà reçu à Cochin des envoyés de Timoji sollicitant un rendez-vous.
En se réunissant avec ses capitaines, Albuquerque les a convaincus qu'il était crucial qu'ils attaquent Goa.

## Première conquête de Goa

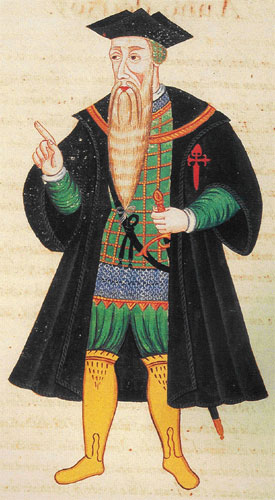
Afonso de Albuquerque

Le 16 février, l'armada portugaise a navigué dans les eaux profondes de la rivière Mandovi. Soutenus par 2 000 hommes de Timoji, les Portugais débarquent des troupes commandées par Dom António de Noronha et prennent d'assaut le fort de Pangim, défendu par un mercenaire turc Yusuf Gurgij et une force de 400 hommes. Yusuf a été blessé et s'est retiré dans la ville et les Portugais ont capturé le fort avec plusieurs pièces d'artillerie en fer. À Pangim, Albuquerque a reçu des envoyés des personnalités les plus importantes de Goa et a proposé la liberté religieuse et une baisse des impôts s'ils acceptaient la souveraineté portugaise. Par la suite, ils ont déclaré leur soutien total aux Portugais et Albuquerque a officiellement occupé Goa le 17 février 1510, sans résistance.
Albuquerque a réaffirmé que la ville ne devait pas être pillée et que les habitants ne devaient pas être lésés, sous peine de mort.
Dans la ville, les Portugais ont trouvé plus de 100 chevaux appartenant au souverain de Bijapur, 25 éléphants et de nouveaux navires partiellement terminés, confirmant les informations de Timoji sur les préparatifs de l'ennemi. Pour son aide, il fut nommé tanadar-mor (le principal percepteur et représentant) des Hindous de Goa. Les musulmans de leur côté ont été autorisés à vivre selon leurs lois sous leur propre magistrat musulman,  Coje Bequi .
S'attendant à des représailles du sultan de Bijapur, Albuquerque a commencé à organiser les défenses de la ville. Les murs de la ville ont été réparés, les douves ont été agrandies et remplies d'eau, et des entrepôts pour les armes et les fournitures ont été construits. Les navires devaient être terminés et mis au service des Portugais, et les cinq points de passage à gué dans l'île - Banastarim, Naroá, Agaçaim, Passo Seco et Daugim - étaient défendus par des troupes portugaises et malabaraises, appuyées par plusieurs pièces d'artillerie.
Au même moment, Albuquerque envoya le frère Luiz do Salvador devant une ambassade à la cour du Royaume hindou voisin de Vijayanagara, dans l'espoir d'obtenir une alliance contre Bijapur.

### La contre-attaque d'Adil Shah

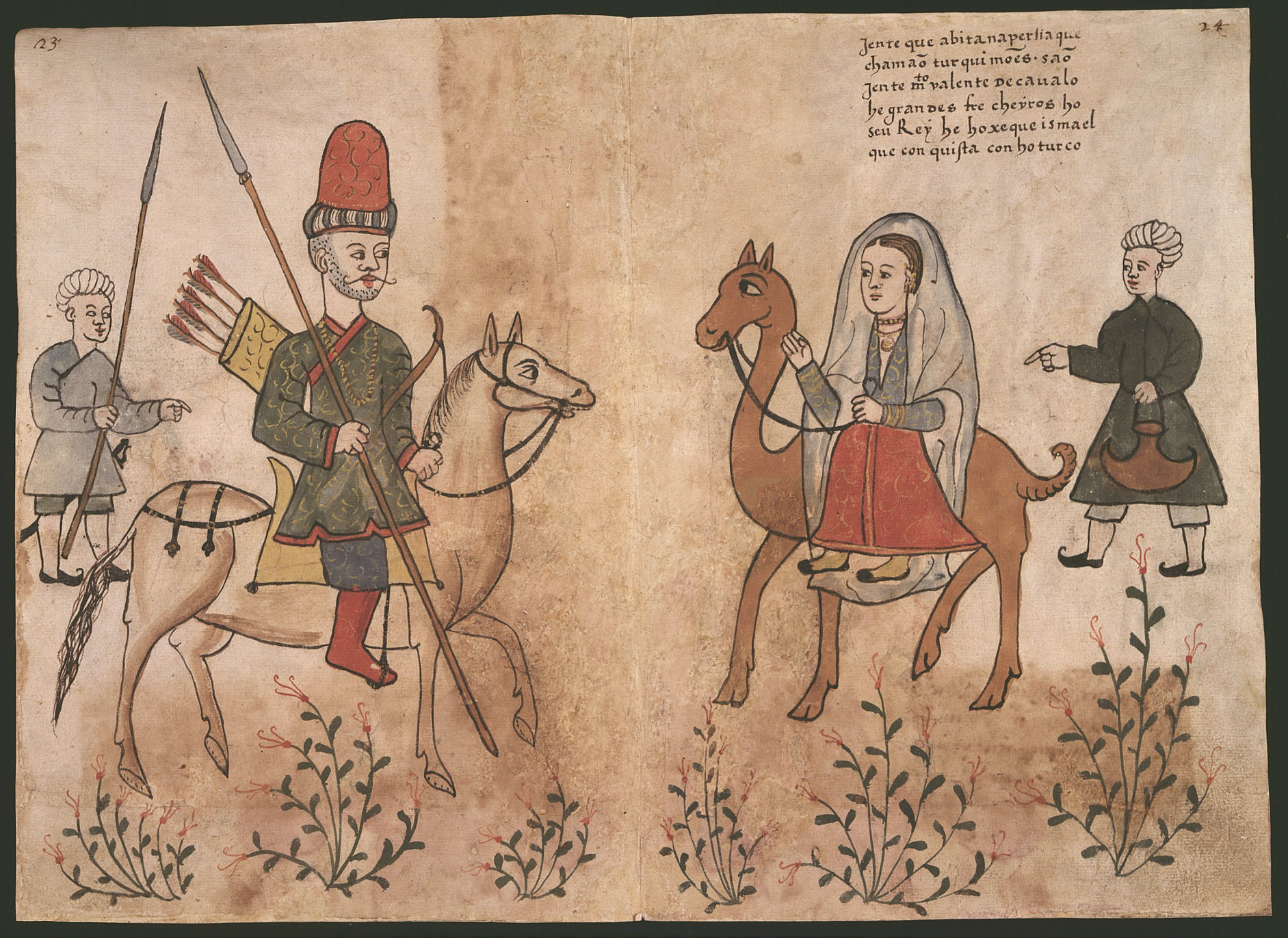
Cavalier turc mercenaire, représenté par les Portugais dans le Códice Casanatense

À l'insu d'Albuquerque, l'Adil Shah venait de convenir d'une trêve avec le royaume de Vijayanagara et pourrait détourner beaucoup plus de troupes pour reprendre la ville que prévu. À cet effet, il a envoyé un général turc, Pulad Khan, avec 40 000 soldats, dont de nombreux mercenaires persans et turcs expérimentés, qui ont vaincu les troupes de Timoja sur le continent. Ismail Adil Shah a ensuite installé sa tente royale près du passage à gué de Banastarim, attendant que la mousson piège les Portugais avant de donner à Pulad Khan l'ordre d'attaquer l'île .
Albuquerque a été informé de ce plan par le renégat portugais João Machado, qui était maintenant un capitaine prestigieux au service d'Adil Shah, bien qu'il soit resté chrétien. Il a été envoyé pour convaincre ses compatriotes de se rendre ou de fuir. Faisant confiance à la force de sa position défensive, Albuquerque a rejeté les propositions de Machado. Machado a également dit à Albuquerque que les musulmans de la ville tenaient Ismail informé des chiffres et des mouvements portugais.
Cependant, avec l'arrivée des pluies de mousson, la situation portugaise est devenue critique: le climat tropical a coûté la vie à un grand nombre de Portugais, les denrées alimentaires se sont détériorées et les Portugais étaient trop étirés pour retenir l'armée musulmane. Dans ces conditions, Pulad Khan a lancé un assaut majeur le 11 mai, à travers le gué de Banastarim à marée basse au milieu d'une forte tempête, submergeant rapidement le petit nombre de troupes portugaises. Alors que les défenses s'effondrent, une révolte musulmane éclate dans la périphérie de Goa, malgré l'accord avec Albuquerque, dont il se souviendra à l'avenir. Les Portugais se retirèrent précipitamment dans les murs de la ville, avec l'aide de leurs alliés hindous, abandonnant plusieurs pièces d'artillerie au bord de la rivière.
Le lendemain, Pulad Khan a ordonné un assaut contre la ville mais a été repoussé. Ce n'est qu'à ce moment qu'Albuquerque a appris du frère Luiz la trêve entre Bijapur et Vijayanagara, et il a passé le reste du mois de mai à préparer une retraite. Albuquerque a refusé de mettre le feu à la ville car cela annoncerait leur retraite aux assiégeants et a plutôt ordonné qu'une grande quantité d'épices et de cuivre soit dispersée dans les rues pour retarder l'avancée de l'ennemi. Avant de partir cependant, il fit exécuter par Timoji et cinquante de ses hommes les habitants musulmans de la citadelle, mais emmena également plusieurs femmes ayant appartenu au harem d'Adil Khan sur son navire, pour les proposer plus tard comme servantes à la reine Marie. Avant l'aube du 31 mai, les 500 Portugais restants se sont embarqués sous le feu ennemi, couverts par un petit nombre de soldats portugais retenant l'avancée des troupes ennemies qui ont percé les murs de la ville. Ismail reprend alors solennellement possession de la ville, au son des trompettes.

### Piégé dans la rivière

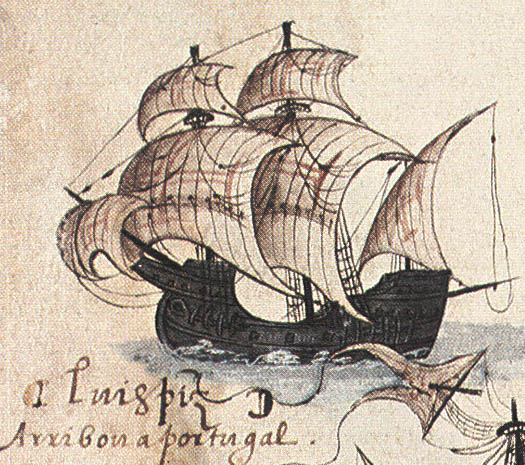
Caraque portugaise

Le 1er juin, les navires ont quitté le bord de la rivière de Goa pour se rendre à l'embouchure de la rivière Mandovi, incapables de partir pour la haute mer en raison des tempêtes de mousson. L'expédition était maintenant piégée sur ses propres navires dans l'embouchure de la rivière et, pendant les trois mois suivants, allait subir un sévère rationnement des fournitures au point de cuire des rats et du cuir, un bombardement musulman continu et les conditions météorologiques difficiles, tout ce qui menaçait de écraser l'expédition.

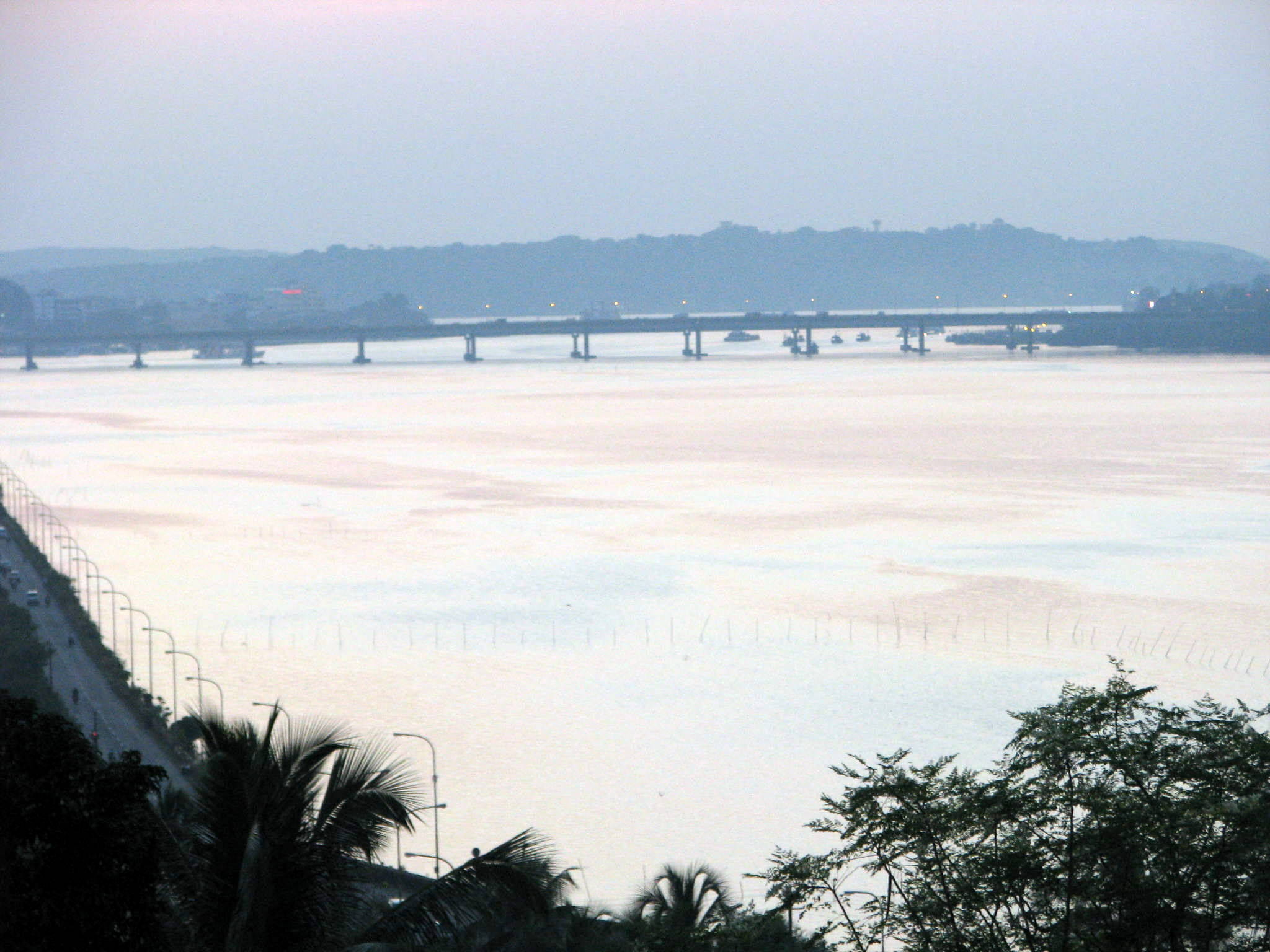
Rivière Mandovi vue de Ribandar

L'eau de la rivière était boueuse, rendant le poisson difficile à attraper et l'eau imbuvable, bien que les fortes pluies aient permis de reconstituer une partie de l'eau potable. Les Portugais souffraient également du bombardement constant des pièces d'artillerie à terre qui, bien qu'erratique, les obligeait à déplacer fréquemment les navires et à éviter de sortir sur les ponts. Ils ont évité de répondre, pour économiser des munitions. Selon João de Barros : "Ainsi par la faim et la soif d'une part et par la guerre, la foudre et l'orage d'hiver d'autre part, les gens du peuple ont été tellement frappés que certains ont été poussés au désespoir".
Beaucoup ont sauté par-dessus bord et ont fait défection, informant l'ennemi de la rareté de l'armada. L'Adil Shah craignait cependant à tout moment la reprise des hostilités avec Vijayanagar et souhaitait conclure une trêve avec les Portugais. Il a envoyé un émissaire proposant la paix et la ville voisine de Sadashivgad. Albuquerque l'a reçu avec un étalage abondant de nourriture et de vin mais a rejeté la proposition d'Ismail.
Le gouverneur parcourait chaque navire, remontant le moral et inculquant la discipline, mais sa relation avec ses capitaines se dégradait rapidement après la mort de son neveu populaire, Dom António de Noronha, lors d'une sortie sur terre. Un épisode était pertinent, car un  fidalgo , Rui Dias, avait désobéi aux ordres du gouverneur, se faufilant hors de son navire pour rencontrer les femmes que Timoja avait capturées, et avait été enfermé dans une cabine sur le propre vaisseau amiral du gouverneur. En apprenant cette désobéissance flagrante, Albuquerque ordonna qu'il soit immédiatement pendu. Avec le nœud coulant autour du cou, la mutinerie a éclaté dans les rangs des fidalgos portugais de l'armada - qui ne s'opposaient pas tant à son exécution qu'au fait qu'il était pendu et non décapité comme il convenait à un camarade noble. Albuquerque était cependant résolu. Dias a été pendu et plusieurs des capitaines rebelles arrêtés, mais seulement pendant quelques jours.

## Intermède

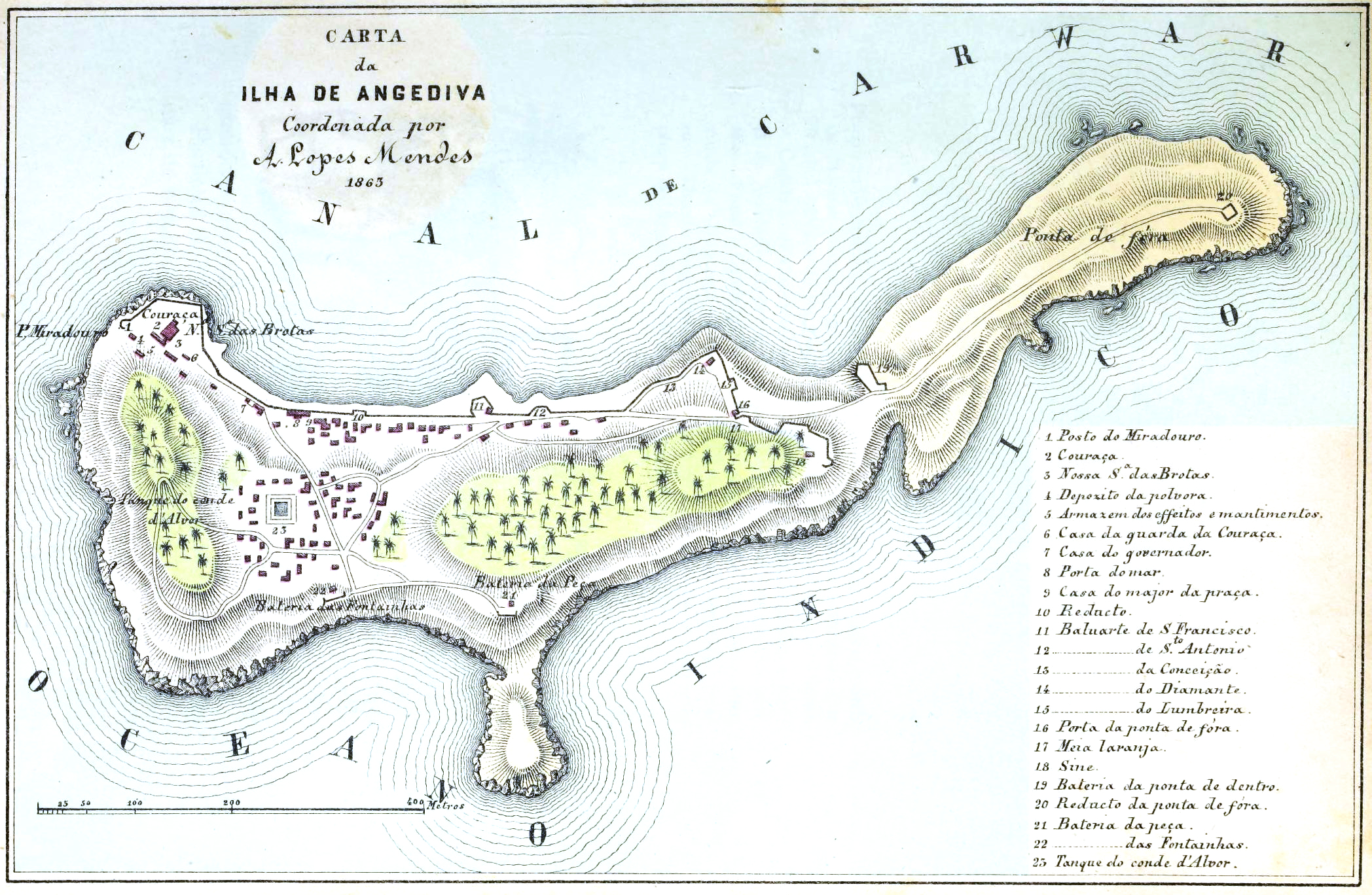
île Angediva

Le 15 août, l'armada quitta finalement le Mandovi vers Cannanore et le lendemain atteignit  l'île d'Angediva pour aller chercher de l'eau. Là, ils rencontrèrent Diogo Mendes de Vasconcelos à la tête d'une expédition de 4 navires et 300 hommes, envoyée par le roi Manuel Ier pour commercer directement avec Malacca, en se basant sur l'hypothèse que Diogo Lopes de Sequeira avait réussi à commercer avec cette ville l'année précédente. En tant que chef des forces portugaises en Inde, Albuquerque savait qu'il ne l'avait pas fait et a persuadé Vasconcelos de l'aider, à contrecœur, à tenter de capturer Goa à la place.
En passant par Honavar, Albuquerque apprit de Timoja et de ses informateurs qu'Ismail avait quitté Goa pour combattre Vijayanagar à Balagate et qu'une insurrection avait eu lieu, tuant de nombreux officiers de la garnison laissée derrière.

### Cannanore

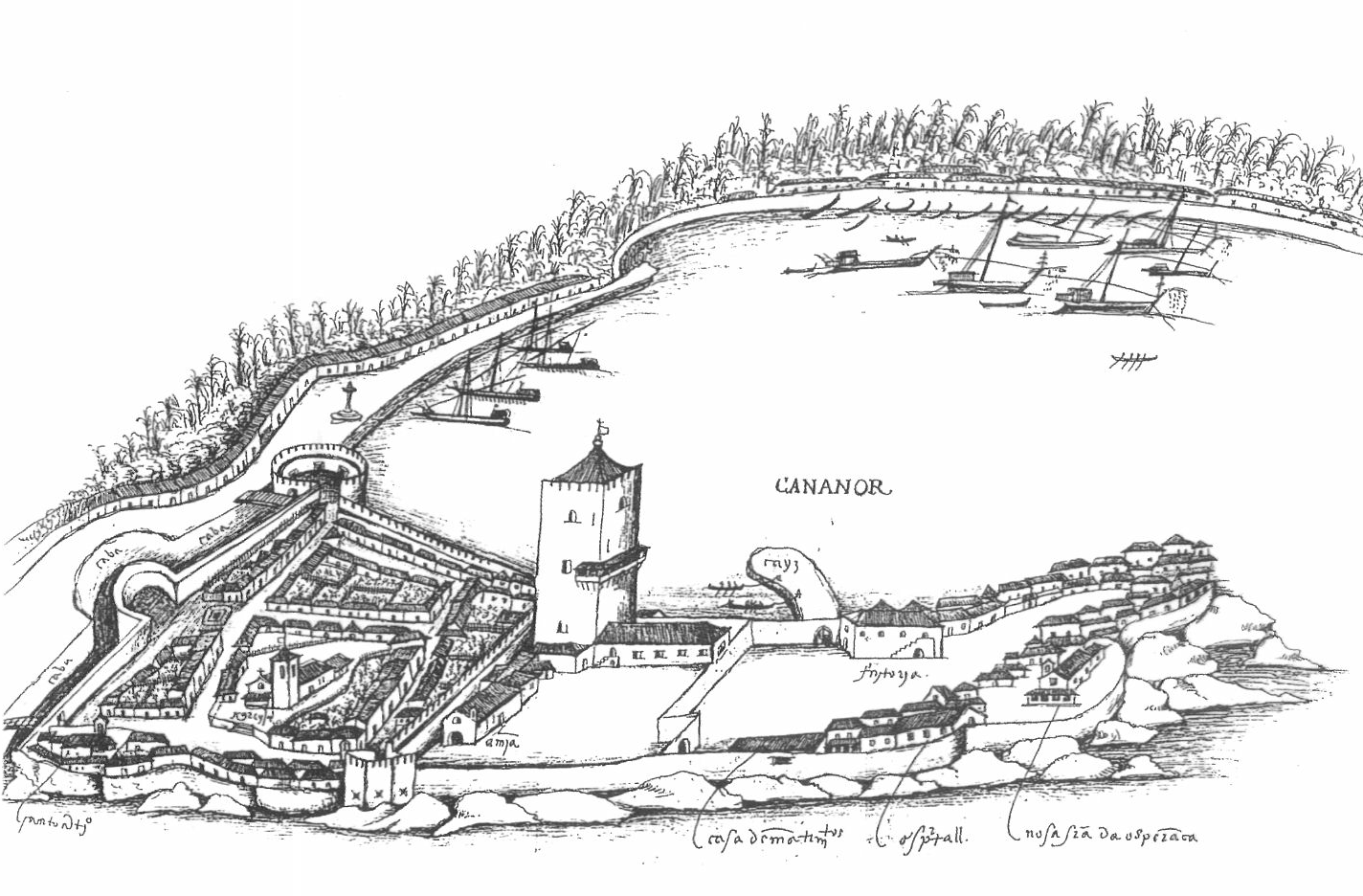
La forteresse portugaise de Cannanore

À Cannanore, ils carénagent et réaménagent les navires, et ont été rejoints par l'escadron de 12 navires de Duarte de Lemos venant de Socotra avec la flotte annuelle de caraques venant du Portugal commandé par Gonçalo de Sequeira, avec l'ordre de relever Lemos de son commandement et de remettre ses navires au gouverneur. Les Portugais comptaient désormais 1 680 hommes et 34 navires, parmi les  naus , les caravelles et les galères - bien que Gonçalo de Sequeira soit resté avec ses navires pour superviser le chargement du poivre et retourner au Portugal avec Duarte de Lemos.

### Cochin
Avant de partir pour Goa, Albuquerque a été alerté par le Raja de Cochin, un fidèle allié des Portugais, d'un conflit de pouvoir imminent entre lui et son cousin et a demandé son aide. L'approvisionnement annuel en poivre à destination du Portugal dépendait du roi de Cochin, et Albuquerque navigua rapidement à son aide. Grâce à une rapide démonstration de force, le prince en conflit fut envoyé en exil et le roi de Cochin sécurisé.

### Honavar
À Honavar, les Portugais s'unirent une fois de plus à Timoji, qui informa Albuquerque qu'Ismail avait laissé derrière lui une garnison considérable, environ 8 000 à 10 000 « blancs » (mercenaires persans et turcs) soutenus par l'infanterie indigène. Timoji pouvait lui fournir 4 000 hommes et 60 fustes (galères légères), tandis que le roi de Honavar proposait d'envoyer 15 000 hommes par voie terrestre.

## Deuxième conquête de Goa

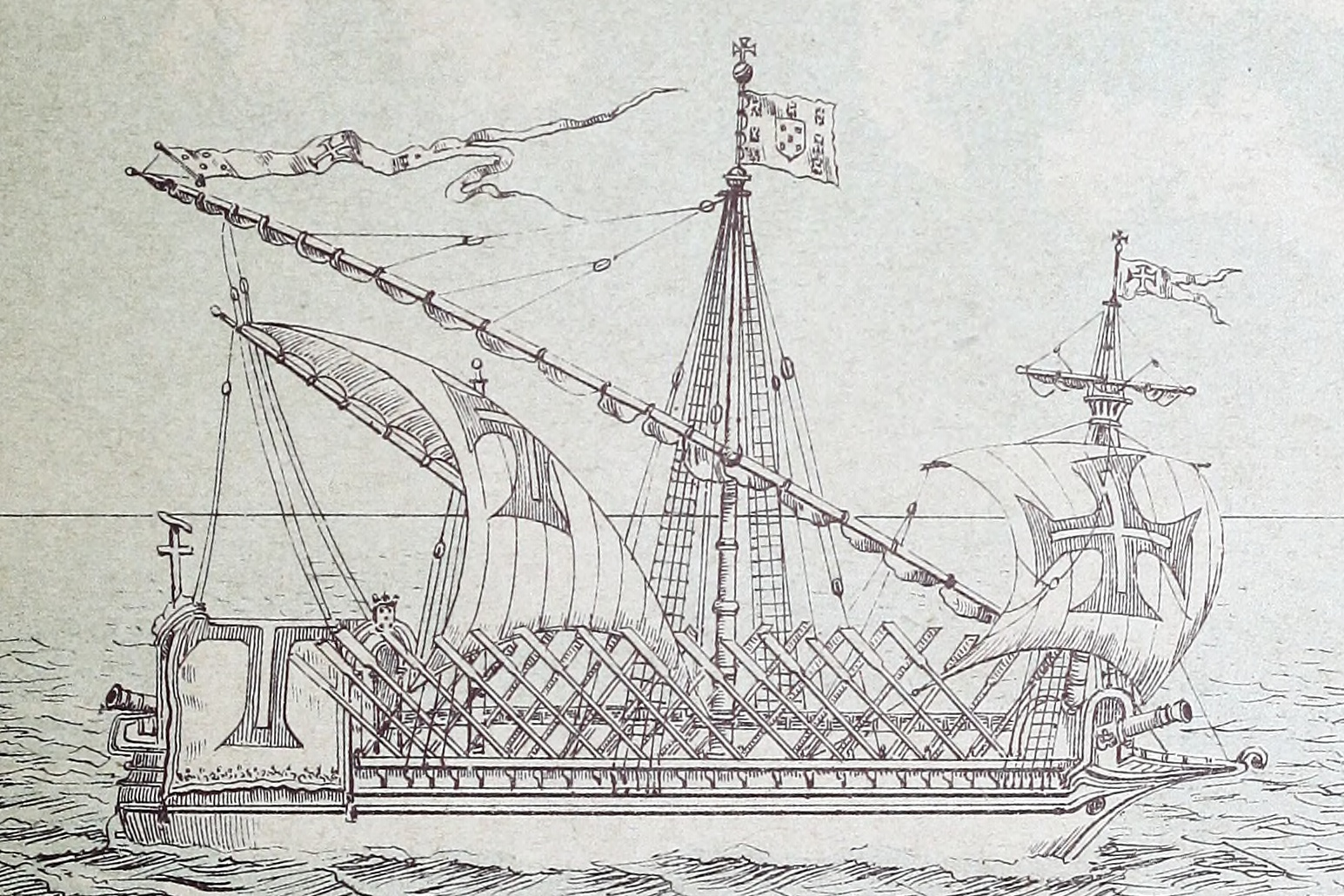
Galère portugaise, représentation du XIXe siècle.

Le 24 novembre, les Portugais ont de nouveau navigué dans le Mandovi et ancré par Ribandar, où ils ont débarqué des hommes commandés par Dom João de Lima pour repérer les défenses de la ville. Albuquerque a convoqué un conseil dans lequel il a exprimé son intention de prendre d'assaut la ville dans une attaque à trois volets et a divisé ses forces en conséquence: un escadron commandé par lui-même, qui attaquerait les défenses de la ville par l'ouest, où se trouvaient les chantiers navals; les deux autres commandés par Vasconcelos et Manuel de Lacerda attaqueraient les portes fluviales de la ville au nord, où la principale force ennemie devait être concentrée.
À l'aube du 25 novembre, jour de Sainte Catherine, le débarquement a commencé, les galères portugaises se déplaçant en premier pour bombarder le front de mer afin de le débarrasser des ennemis pour les bateaux de débarquement. Une fois à terre, l'infanterie portugaise lourdement blindée, dirigée par les fidalgos des escadrons de Vasconcelos et Lacerda, a attaqué les défenses extérieures autour des portes de la rivière et, recourant à des bombes d'argile lancées à la main, a rapidement jeté les défenseurs dans désarroi. Les Portugais ont réussi à empêcher les portes de se fermer avec leurs piques et ont ainsi pénétré dans le périmètre fortifié de la ville au milieu de leurs ennemis en fuite. Ce succès initial a été suivi d'une certaine confusion, car les Portugais et les défenseurs des deux côtés des murs se sont retrouvés simultanément à essayer d'ouvrir et de fermer les portes. Un certain Fradique Fernandes réussit à escalader les murs à l'aide de sa lance, et hissa une banderole criant Portugal! Portugal! Vitoria! Santa Catarina! ajoutant à la confusion des défenseurs. Dans un ultime effort pour organiser une défense, certains des défenseurs se sont rassemblés autour du palais de l'Adil Shah, mais eux aussi ont finalement été brisés par un deuxième assaut portugais commandé par Vasconcelos, arrivant au son des trompettes.

Bannière portugaise portant la Croix de l'Ordre du Christ.

Après cinq heures de combat, les défenseurs étaient maintenant dans une déroute définitive, fuyant à travers les rues et loin de la ville avec de nombreux civils - dont beaucoup se sont noyés en essayant de traverser le pont étroit au-dessus des douves lors de la fuite qui a suivi, ou ont été pourchassés par les Hindous de Goa.

« Certains gentils principaux, que les Turcs avaient pris leurs terres, connaissant la destruction de Goa, sont descendus des collines où ils cherchaient refuge, et sont venus à mon aide et ont pris les gués et les chemins, et ils ont apporté toutes les landes qui s'échappa de Goa par l'épée et ne donna quartier à aucune créature vivante. »

— Lettre d'Afonso de Albuquerque au roi Manuel Ier, 22 décembre 1510.
Albuquerque, dans l'intervalle, n'a pas pu participer personnellement à l'assaut de la ville, car les défenses occidentales de la ville se sont avérées beaucoup plus solides que prévu. Timoja non plus, qui n'est arrivé que plus tard. Le gouverneur a ensuite passé le reste de la journée à éliminer les poches de résistance dans la ville et a accordé quatre jours aux soldats pour la saccager. Les chantiers navals, les entrepôts et l'artillerie sont revenus à la Couronne et la propriété des hindous a été épargnée. Les musulmans qui n'avaient pas fui ont été tués sous les ordres des gouverneurs pour collusion avec l'armée de Bijapur. Pour éviter une épidémie de peste, leurs corps ont été jetés "aux lézards" dans la rivière.
Les Portugais ont subi 50 morts et 300 blessés dans l'attaque - principalement à cause des flèches - tandis qu'Albuquerque estimait qu'environ 800 "Turcs" et plus de 6 000 "maures" parmi les civils et les combattants avaient péri.

### Défense de Goa

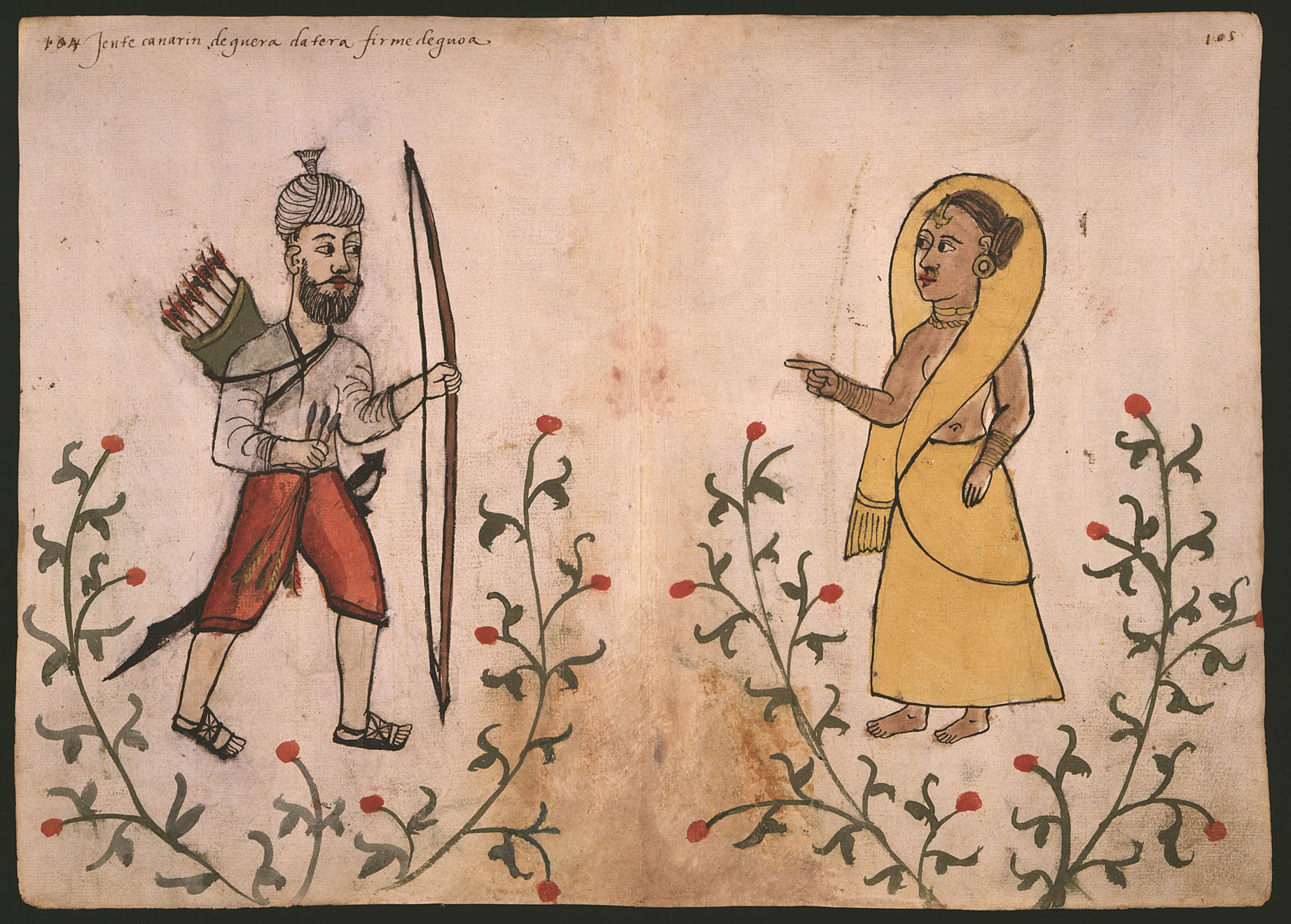
Fantassin natif de Goa brandissant un arc long, représenté dans le Códice Casanatense

La ville étant désormais fermement aux mains des Portugais, le 1er décembre 1510, Albuquerque reprit son administration et organisa sa défense. L'ancien château a été reconstruit à l'européenne, sous la supervision de l'architecte Thomaz Fernandez, avec 20 tailleurs de pierre portugais et de nombreux ouvriers locaux rémunérés à sa disposition. Elle était garnie de 400 soldats portugais, tandis qu'un corps de 80 arbalétriers à cheval servait de gardiens de la ville, commandé par le capitaine de Goa Rodrigo Rabelo et qui recevait une garde du corps de 20 hallebardiers . Francisco Pantoja a été nommé alcaide-mor (premier magistrat) de la ville. Une garde-rivière a également été créée, avec deux grands voiliers, une galère, un galion et deux brigantines.
Timoji a retrouvé son poste de tanadar-mor mais sa basse caste ainsi que ses mauvais traitements envers les sous-fifres ont provoqué des tensions au sein de la société hindoue, et il a donc été remplacé par son rival Melrao (Madhavrav), qui avait à sa disposition 5 000 hommes pour aider à la défense.
Avec un système défensif efficace en place, Diogo Mendes de Vasconcelos a demandé au gouverneur la permission de se rendre à Malacca, ce qu'Albuquerque a refusé. Vasconcelos s'est alors mutiné et a tenté de naviguer sans autorisation, ce pour quoi il a été arrêté et ses pilotes pendus. Albuquerque assuma personnellement le commandement de l'expédition et en février 1511 quitta Goa vers Malacca.
Pendant toute la durée de l'année suivante, la ville sera assiégée par les forces réorganisées du général Pulad Khan, qui une fois de plus submerge les Portugais avec un plus grand nombre, construit un pont et une forteresse au Benastarim , et a occupé l'île de Goa, mais il n'a pas réussi à prendre la ville proprement dite. Pulad Khan a été remplacé par Rassul Khan, soupçonné de détournement de fonds, mais il n'a pas non plus été en mesure de reprendre la ville.
Pendant ce temps, les défenseurs ont été contraints de passer la nuit et le jour à surveiller avec des armes à portée de main à tout moment, mais ont souffert d'une grave pénurie de fournitures à l'intérieur des murs de la ville alors que les pluies de mousson s'installaient; beaucoup ont fait défection vers le camp ennemi, mais dans ce moment terrible, João Machado est retourné vers ses camarades assiégés, ce qui a considérablement remonté le moral des Portugais. De plus, João Machado a apporté avec lui des connaissances sur les tactiques de combat des Indiens, qu'il apprit aux Portugais à contrer :

« ... alors que les maures couraient vers la ville lorsque les nôtres sortaient, ils [les Portugais] les ont rapidement vaincus grâce à la doctrine de João Machado, de telle manière que désormais ils ne s'approchaient plus des maures comme ils avaient l'habitude; car, comme ils utilisaient des flèches et des armes à feu à cheval et que les nôtres voulaient leur résister à coups de pique, avant qu'ils ne puissent les approcher, la lande s'enfuyait en sécurité, et ils se sont retrouvés avec des flèches et des balles dans le corps, tout cela a changé avec la venue de João Machado. »

En octobre 1512, Albuquerque revint de Malacca à la tête de 20 navires et de 2 500 hommes en renfort ; comptant désormais environ 3 000 soldats, le moment était de passer à l'offensive et de sécuriser définitivement Goa.

### Assaut sur Benastarim

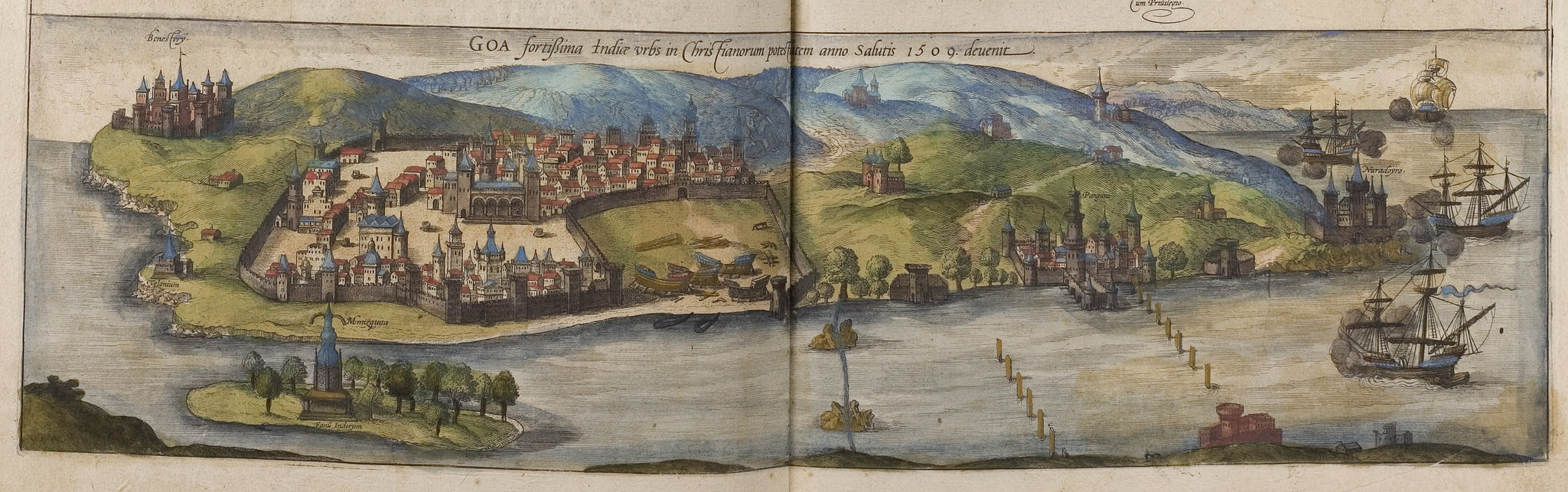
Représentation de Goa dans Civitates Orbis Terrarum par Georg Braun

Pour assurer le contrôle de Goa, il était nécessaire de prendre le fort que Pulad Khan avait construit sur le côté est de l'île, à environ 6 km de Goa, gardant un pont flottant qui permettait à ses troupes de traverser depuis le continent.
Selon Albuquerque, il était garni de 300 cavaliers, parmi lesquels de nombreux mercenaires turcs, et 3 000 guerriers prêts au combat, plus 3 000 autres qu'il jugeait "inutiles", probablement prélevés. Le pont flottant était protégé par deux palissades fluviales, construites de chaque côté à une certaine distance pour empêcher les navires de l'attaquer. Albuquerque a ordonné à 8 navires de détruire la palissade; une fois cet objectif atteint, les navires ont avancé devant Benastarim, le bloquant ainsi du côté du fleuve et ont lancé un bombardement naval.
Avant que l'infanterie portugaise ne sorte pour achever son encerclement, 200 cavaliers et 3 000 fantassins de l'armée musulmane sortirent de Benastarim, cherchant à résoudre le conflit en provoquant les Portugais dans une bataille rangée devant Goa. Albuquerque souhaitait refuser la bataille, car l'infanterie et la cavalerie indigènes étaient beaucoup plus légères et plus mobiles que les Portugais lourdement blindés ; mais sur l'insistance de ses soldats, Albuquerque rassemble les Portugais en quatre escadrons et se dirige vers les musulmans : Albuquerque au centre, Dom Garcia sur le flanc droit, Manuel de Lacerda sur la gauche, et une petite cavalerie forte de 35 fidalgos montés en réserve. Au fur et à mesure que l'avant-garde du centre portugais avançait en formation, elle formait un carré de brochets, soutenu par l'escadron de Dom Garcia ; les musulmans hésitent, et à ce moment critique, une charge de la cavalerie portugaise jette les adversaires dans une déroute désorganisée vers la forteresse.
Le terrain étant désormais sécurisé, les Portugais ont décidé lors d'un conseil de guerre de retirer l'artillerie et de détruire Benastarim par un bombardement intensif. Au bout de huit jours sous le feu et craignant un assaut sanglant, Rassul Khan décide de se réconcilier avec Albuquerque.
Albuquerque a permis à Rassul Khan et à ses hommes de partir avec leurs vies sauves, en échange de l'abandon de leurs armes et de la remise d'environ 19 renégats portugais. Rassul Khan a négocié qu'ils ne soient pas exécutés puisqu'ils s'étaient convertis à l'islam, et que les directives royales portugaises interdisaient l'exécution des renégats (pour favoriser leur retour), Albuquerque accepta la proposition. Tout en tenant parole, leurs destins s'avérerait pire que la mort : pour avoir abandonné leurs camarades au combat, se retourner contre eux et se convertir à la foi "infidèle", Albuquerque a décrété qu'ils seraient punis par la mutilation publique, devant une foule sur la place principale. La plupart ont succombé à leurs blessures en prison, mais parmi les survivants se trouvait Fernão Lopes, qui cherchera plus tard la solitude volontaire sur l'île de  Sainte-Hélène.

## Conséquences

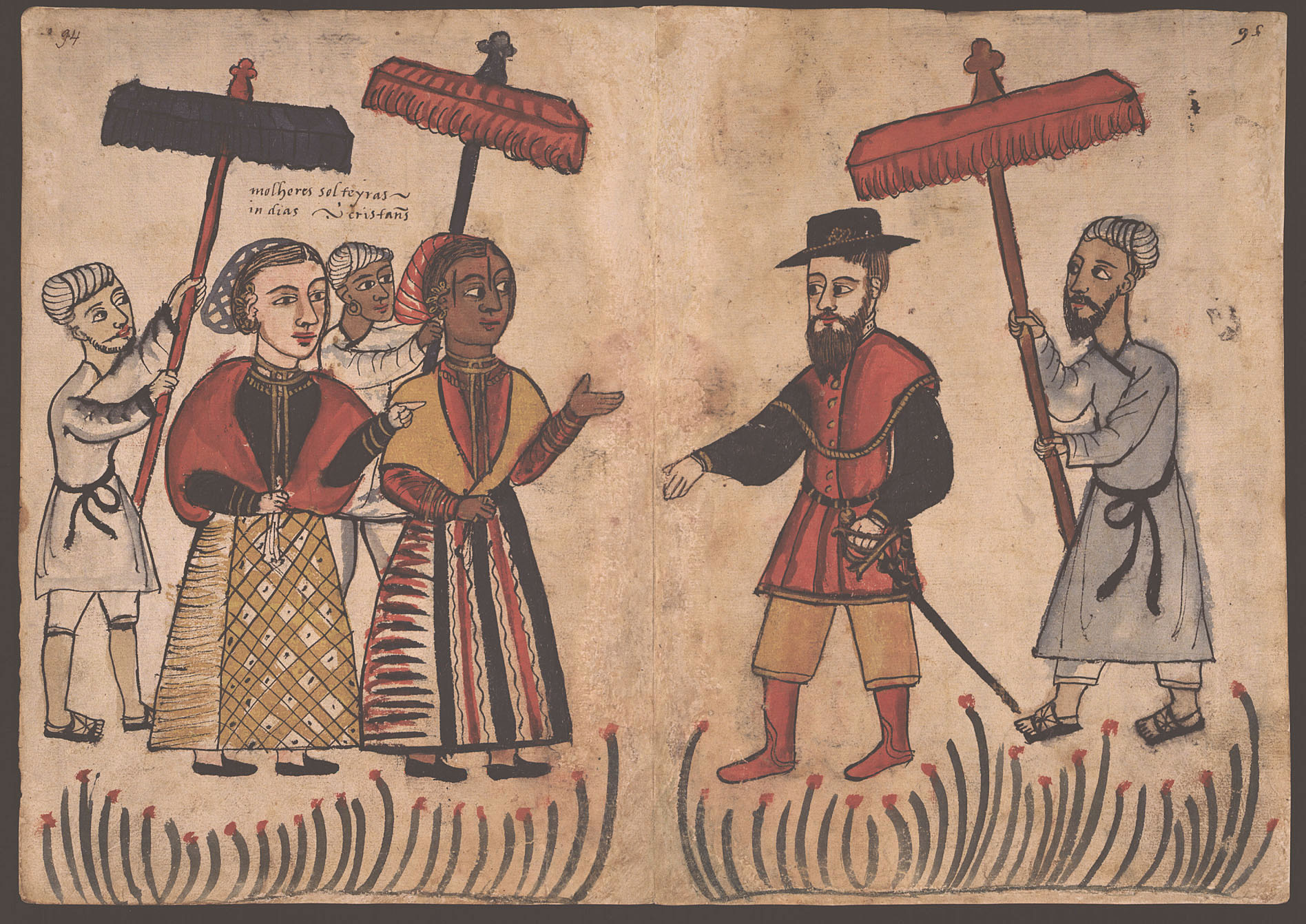
Demoiselles chrétiennes de Goa rencontrant un noble portugais à la recherche d'une épouse, du Códice Casanatense (c. 1540)

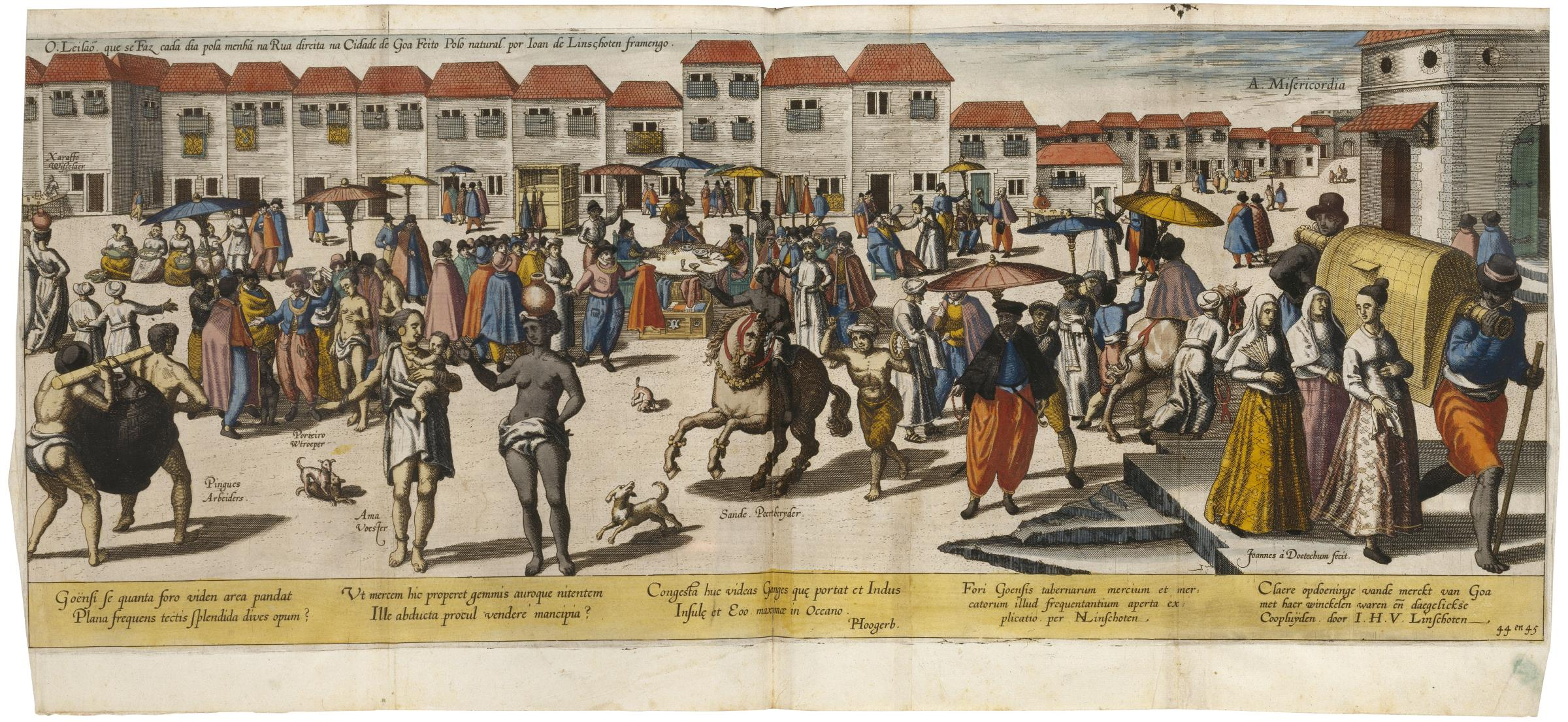
"Marché de Goa (Van Doetecum)" de Joannes van Doetecum l'aîné, issue de Itinerario de 1596 de Jan Huygen van Linschoten

En prenant Goa, Afonso de Albuquerque est devenu le deuxième Européen à conquérir des terres en Inde depuis Alexandre le Grand.
Contrairement aux garnisons militaires portugaises établies dans des terres alliées telles que Cochin et Cannanore, Goa a inclus pour la première fois un grand nombre d'habitants indigènes non portugais pour que la couronne portugaise règne. Pour mieux y parvenir, Albuquerque a eu recours aux procédures ibériques médiévales : les personnes de différentes communautés religieuses étaient autorisées à vivre selon leurs lois sous la direction de représentants de leurs communautés respectives. Une exception a toutefois été faite à la pratique du sati, qui a été rapidement abolie. Certaines taxes dues à l'Adil Shah de Bijapur ont également été abolies.
Goa était un important port de commerce pour les chevaux de guerre arabes et persans importés d'Ormuz. Profitant de la maîtrise portugaise des mers, Albuquerque a décrété que tous les navires important des chevaux de guerre en Inde devaient décharger leurs cargaisons exclusivement à Goa, garantissant ainsi ce qui allait devenir l'une des sources de revenus les plus précieuses de Goa, car à la fois le Royaume de Vijayanagara et le Sultanat de Bijapur ont cherché à surenchérir pour les droits d'achat exclusifs,.
Albuquerque a également obtenu à Goa un bassin de ressources telles que du riz vital et des revenus pour payer les soldats et les marins, ainsi que des constructeurs navals et des artisans indigènes qualifiés capables de construire et de réparer des flottes, et des armuriers pour entretenir des arsenaux avec lesquels les armer, cruciaux pour réduire la dépendance portugaise vis-à-vis des hommes et du matériel envoyés de la lointaine Europe, et assurer une présence portugaise continue en Asie. L'établissement d'une base navale solide à Goa a en outre joué un rôle essentiel dans la stratégie d'Albuquerque visant à saper le commerce musulman dans l'océan Indien, car les forces navales portugaises pourraient alors rompre le lien entre le Sultanat du Gujarat hostile et les riches régions productrices d'épices du sud de l'Inde et de l'Insulinde, où se trouvaient de puissantes communautés de marchands gujarati, incitant les dirigeants locaux à attaquer les Portugais.
À Goa, Albuquerque institue une caisse d'orphelins et ouvre un hôpital, l'Hospital Real de Goa, sur le modèle du grand Hospital Real de Todos os Santos de Lisbonne. Également à Goa ont été construits de plus petits hôpitaux gérés par l'association caritative de la ville, la Misericórdia, dédiée au service des pauvres et des indigènes.
Sans doute, ce qui est devenu la politique la plus emblématique d'Albuquerque a été d'encourager ses hommes à prendre des femmes locales et à s'installer dans la ville, en leur accordant des terres confisquées aux musulmans expulsés et une dot fournie par l'État. Les femmes autochtones ont obtenu des droits de propriété légaux pour la première fois. La politique généreuse d'Albuquerque n'a cependant pas été sans controverse parmi les hauts fonctionnaires et le clergé portugais. Néanmoins, la pratique s'est poursuivie bien au-delà de la vie d'Albuquerque, et avec le temps, les «casados» et les descendants indo-portugais deviendraient l'une des principales réserves de soutien de la Couronne chaque fois que des hommes et des ressources insuffisants arrivaient d'Europe.

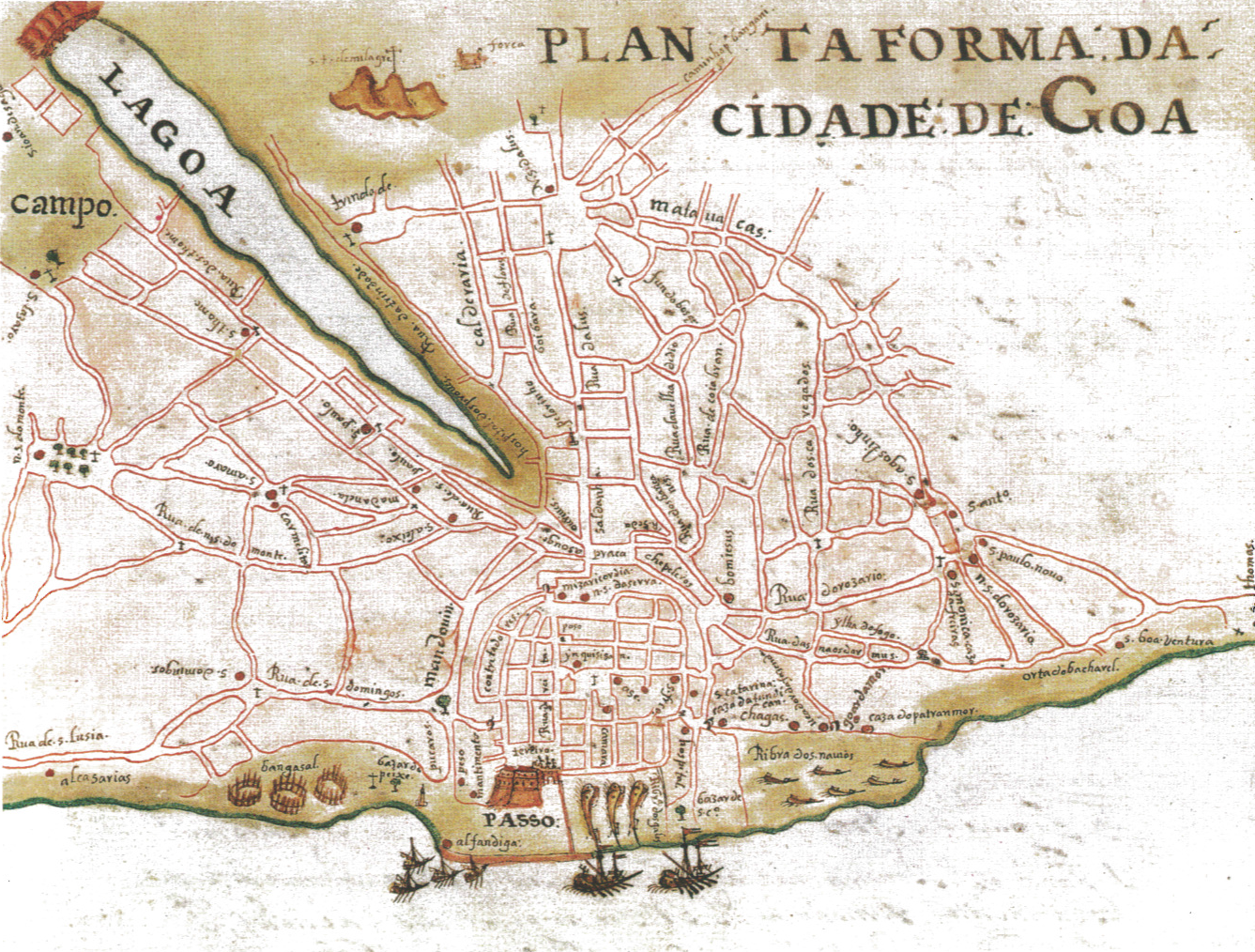
Plan de la Goa portugaise en 1620, par Manuel Godinho de Herédia.

Dans l'ensemble, la politique d'Albuquerque s'est avérée extrêmement populaire parmi ses soldats ainsi que la population locale, en particulier son strict respect caractéristique de la justice. Quand Albuquerque mourut en vue de Goa en 1515 , même les indigènes hindous de Goa ont pleuré sa disparition aux côtés des Portugais,. L'ermitage da Serra a été converti en sanctuaire par les hindous locaux, qui y laissaient des fleurs dans sa dédicace et lui adressaient des prières, cherchant de l'aide en matière de justice, jusqu'à ce que sa dépouille soit renvoyée au Portugal en 1566.
En 1520, les Portugais étendirent leur domination vers le sud sur le district voisin de Rachol, car cette année-là le roi de Vijayanagara, Krishna Deva Raya, captura le Fort de Rachol et le livra aux Portugais en échange pour la défense mutuelle contre les musulmans.
En 1526, le roi Jean III accorda à la ville de Goa et à sa mairie le même statut juridique que Lisbonne, dans un for dans lequel les lois générales et les privilèges de la ville, l'hôtel de ville, et la communauté hindoue locale ont été détaillées - d'autant plus importantes qu'à l'époque les lois indigènes de Goa n'étaient toujours pas écrites, mais plutôt gérées par des conseils d'anciens ou des juges religieux et transmises oralement (donc sujettes à des abus).
Bien qu'Albuquerque ait voulu que Goa soit le centre de l'empire portugais en Asie, ce n'est qu'en 1530 que le gouverneur Nuno da Cunha transféra la cour vice-royale de Cochin à Goa, faisant ainsi officiellement de Goa la capitale de l'Inde portugaise jusqu'en 1961.

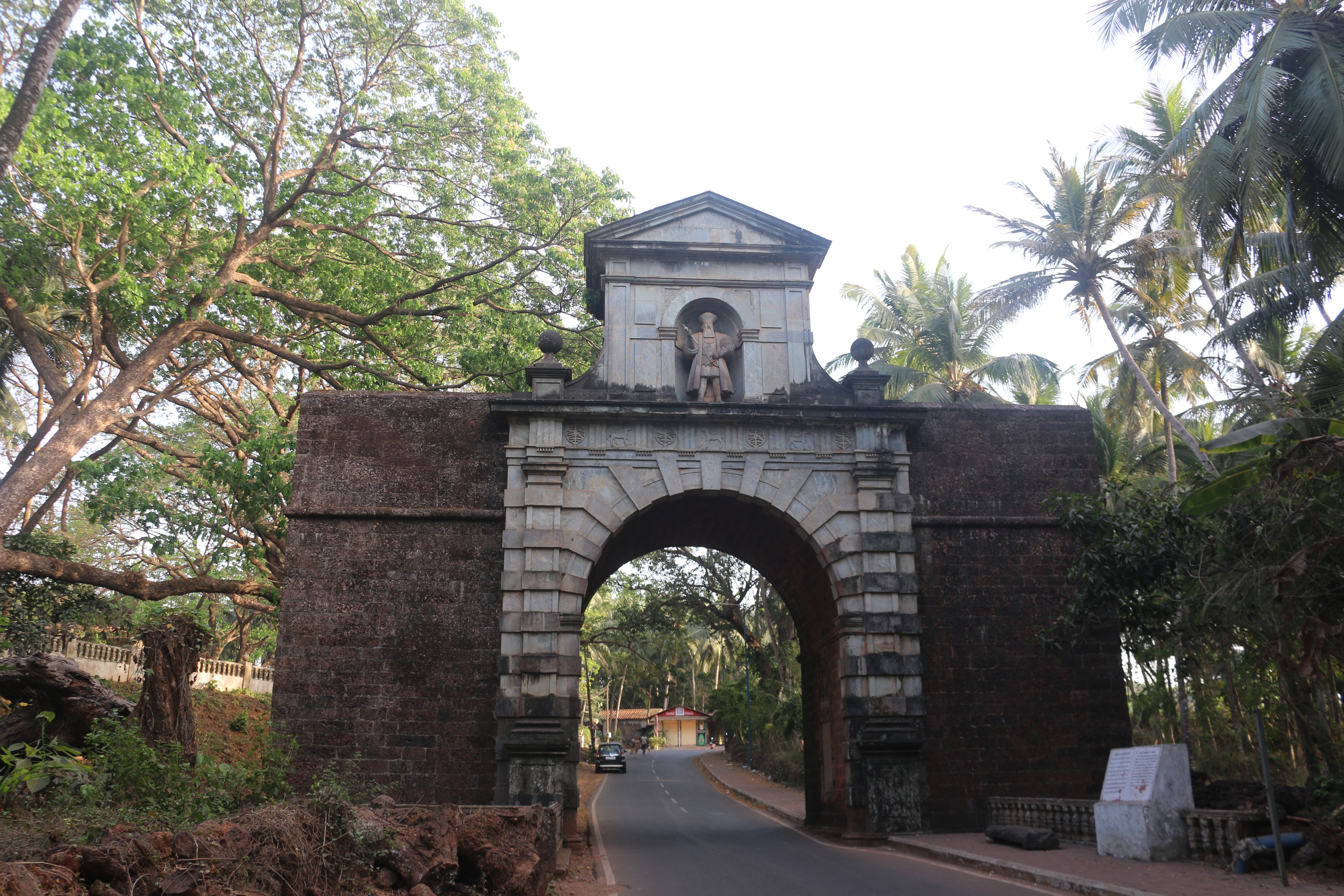
Arc des vice-rois, où se dressait autrefois le palais vice-royal.